# The Pope Smokes Dope
The Pope Smokes Dope è il secondo album discografico del cantautore statunitense David Peel e della The Lower East Side Band, pubblicato il 17 aprile 1972 dalla Apple Records.
Il disco venne prodotto da John Lennon e Yoko Ono, entrambi grandi ammiratori di Peel.

## Il disco
Peel, insieme a John Lennon e sua moglie Yōko Ono, eseguirono il brano The Ballad of New York composto da Peel, nel corso del The David Frost Show, con Lennon che suonava il tea-chest bass. Il trio, ora raggiunto dalla The Lower East Side Band, suonò svariate altre volte con Lennon e la Ono. La puntata venne registrata il 16 dicembre 1971 e trasmessa il 13 gennaio 1972.

## Tracce
- Tutti i brani sono opera di David Peel

Lato 1
1. I'm a Runway - 3:39
2. Everybody's Smoking Marijuana - 4:06
3. F Is Not a Dirty Word - 3:12
4. The Hippy from New York City - 3:01
5. McDonald's Farm - 3:13
6. The Ballad of New York City/John Lennon • Yoko Ono - 3:19

Lato 2
1. The Ballad of Bob Dylan - 4:12
2. The Chicago Conspiracy - 3:47
3. The Hip Generation - 1:50
4. I'm Gonna to Start Another Riot - 2:37
5. The Birth Control Blues - 4:48
6. The Pope Smokes Dope - 2:15

### Bonus tracks ristampa CD
1. Amerika (Edit) – 4:15
2. How Did You Meet David Peel? – 2:07
  - (intervista a John Lennon)
3. Everybody's Smokin' (Remix) – 7:41

## Classifica
| Classifica (1972) | Posizione |
| ----------------- | --------- |
| US Billboard 200  | 191       |

## Formazione
Musicisti
- David Peel - voce, chitarra
- Eddie Ryan - ?
- Chris Osborne - ?
- Eddie Mottau - chitarra
- Harold Fisher - batteria

Produzione
- John Lennon – produzione
- Yōko Ono - produzione
- Roy Cicala – ingegnere del suono
- Jack Douglas – ingegnere del suono
- Bagtwo – design
- Bill Ferrara – fotografie
- Robert L. Heimall – direzione artistica